# Ministerul Comunicațiilor și Societății Informaționale (România)
Ministerul Comunicațiilor și Societății Informaționale (MCSI) a fost instituția de specialitate a administrației publice centrale din România în domeniul comunicațiilor și tehnologiei informației, având rolul de a realiza politica Guvernului  în domeniile comunicațiilor electronice, serviciilor poștale, tehnologiei informației și societății informaționale. Ministerul a fost desființat în 2019, iar atribuțiile lui au fost preluate de alte ministere.

## Roluri
Hotărârea nr. 36 din 27 ianuarie 2017 privind organizarea și funcționarea MCSI prevede că ministerul are următoarele obiective:
- să asigure dezvoltarea strategiilor în domeniul comunicațiilor electronice, serviciilor poștale, tehnologiei informației și al societății informaționale, inclusiv în ceea ce privește securitatea în spațiul cibernetic;
- să definească obiectivele strategice în domeniul comunicațiilor electronice, serviciilor poștale, tehnologiei informației și al societății informaționale;
- să definească, să implementeze, să monitorizeze, să evalueze și să coordoneze politicile în domeniul său de competență, prin colaborare cu Secretariatul General al Guvernului în condițiile legii;

- să definească un cadru normativ-metodologic, funcțional, operațional și financiar necesar implementării politicilor, inclusiv prin transpunerea normelor europene în domeniul comunicațiilor electronice, serviciilor poștale, securității cibernetice, tehnologiei informației, societății informaționale, precum și cadrul național de interoperabilitate în procesul de armonizare a legislației naționale cu cea a Uniunii Europene;
- să asigure coordonarea celorlalte autorități publice în vederea realizării coerenței politicilor și implementării strategiilor guvernamentale în domeniul comunicațiilor electronice, serviciilor poștale și societății informaționale, iar pentru tehnologia informației prin colaborare cu Secretariatul General al Guvernului în condițiile legii;
- să asigure comunicarea cu celelalte structuri ale administrației publice, cu sectorul privat și cu societatea civilă, pentru a da consistență politicilor și strategiilor;
- să asigure administrarea, gestionarea eficientă și atribuirea spre utilizare a bunurilor proprietate publică a statului din domeniul său de activitate, în condițiile legii;
- să elaboreze, să finanțeze, să implementeze, să monitorizeze, să evalueze, să promoveze și să administreze programe și proiecte guvernamentale în scopul atingerii obiectivelor definite în documentele strategice;
- să stimuleze dezvoltarea regională și locală, precum și pe cea a sectorului privat și să promoveze parteneriatul public-privat, în domeniul său de activitate;
- să stimuleze dezvoltarea parteneriatului internațional.

## Istoric
Până în ianuarie 2009, numele ministerului a fost Ministerul Comunicațiilor și Tehnologiei Informației, după care s-a schimbat în Ministerul Comunicațiilor și Societății Informaționale, în urma hotărârii de guvern nr 12 din 16 ianuarie 2009.
Personalități care au ocupat funcția de ministru al comunicațiilor din 1990 și până la desființarea lui în 2019:
| nr. crt. | Ministru              | perioada mandatului                                                     | activități anterioare funcției de ministru                                                                     | activități ulterioare funcției de ministru                                      | comentarii |
| -------- | --------------------- | ----------------------------------------------------------------------- | --- | ------------------------------------------------------------------------------- | --- |
| 1        | Stelian PINTELIE      | 02.01.1990 – 28.06.1990                                                 | comandantul STS                                                                                                | atașat militar Bruxelles consilier Ericsson președinte Mobifon SA               | |
| 2        | Andrei CHIRICĂ        | 28.06.1990 – 16.10.1991 16.10.1991 – 20.11.1992 20.11.1992 – 23.05.1995 | Romtelecom RA - Director general adj. Direcția Generală a Poștelor și Telecomunicațiilor                       | președinte Orange România, inclusiv în prezent                                  | al II-lea cel mai longeviv ministru al comunicațiilor (1790 zile consecutiv) |
| 3        | Adrian TURICU         | 23.05.1995 – 31.01.1996                                                 | Romtelecom RA - Director DJTc. Maramureș                                                                       | Romtelecom RA - Maramureș Profesor tehnologie la Colegiul ”G Barițiu” Baia Mare | - eliberat din funcție ptr că a înlocuit pe șeful Arhivat în 27 noiembrie 2014, la Wayback Machine. Romtelecom Arhivat în 27 noiembrie 2014, la Wayback Machine.                                  |
| 4        | Mircea COȘEA          | 31.01.1996 – 06.03.1996 (înlocuitor interimar)                          | carieră politică și universitară                                                                               | carieră politică și universitară                                                | |
| 5        | Ioan Ovidiu MUNTEAN   | 06.03.1996 – 11.12.1996                                                 | Președinte Romtelecom RA                                                                                       | Romtelecom - director Deva conferențiar univ. Petroșani                         | |
| 6        | Sorin PANTIȘ          | 11.12.1996 – 28.12.2000                                                 | Deputat | CEO Grivco SA                                                                   | - al III-lea cel mai longeviv ministru al comunicațiilor (1478 zile consecutiv) - nominalizat în dosarul Ericsson - condamnat definitiv în dosarul ICA - condamnat definitiv în dosarul Rompetrol |
| 7        | Dan NICA              | 28.12.2000 – 14.07.2004                                                 | Romtelecom Galați Deputat                                                                                      | Deputat                                                                         | - nominalizat în dosarul Ericsson - pus sub învinuire în dosarul Microsoft |
| 8        | Adriana ȚICĂU         | 14.07.2004 – 29.12.2004                                                 | MCSI (secretar de stat)                                                                                        | Senator Euro-parlamentar                                                        | - pusă sub învinuire în dosarul Microsoft |
| 9        | Zsolt NAGY            | 29.12.2004 – 20.06.2007                                                 | carieră politică în UDMR                                                                                       | Polus group, Cluj (imobiliare)                                                  | - condamnat în dosarul Poșta Română Arhivat în 23 mai 2014, la Wayback Machine. - condamnat în dosarul Privatizărilor Strategice                                                                  |
| 10       | Borbely KAROLY        | 20.06.2007 – 30.07.2007                                                 | - carieră politică în UDMR - Președinte ANT                                                                    | Ministerul Economiei (secretar de stat)                                         | |
| 11       | Iuliu WINKLER         | 30.07.2007 – 22.12.2008                                                 | - carieră politică în UDMR                                                                                     | Euro-parlamentar                                                                | |
| 12       | Gabriel SANDU         | 22.12.2008 – 03.09.2010                                                 | deputat, ministru                                                                                              | Maximus Grup SRL (asociat și director)                                          | - pus sub învinuire și arestat în dosarul Microsoft |
| 13       | Valerian VREME        | 03.09.2010 – 09.02.2012                                                 | IIRUC, uM-SOFT SRL, deputat                                                                                    | Deputat                                                                         | - pus sub învinuire în dosarul Microsoft (achitat definitiv) |
| 14       | Răzvan SERBAN MUSTEA  | 09.02.2012 – 07.05.2012                                                 | afaceri, carieră universitară la Univ. Româno-Americană                                                        | afaceri                                                                         | |
| 15       | Dan NICA              | 07.05.2012 – 21.12.2012 21.12.2012 – 25.02.2014                         | Deputat | Euro-parlamentar                                                                | - cel mai longeviv ministru al comunicațiilor (1953 zile în două perioade succesive) - nominalizat în dosarul Ericsson - pus sub învinuire în dosarul Microsoft (prescris)                        |
| 16       | Răzvan COTOVELEA      | 25.02.2014 - 16.12.2014                                                 | director general ACIS secretar de stat                                                                         |                                                                                 | |
| 17       | Marius Raul Bostan    | 17.11.2015 - 10.08.2016                                                 | |                                                                                 | |
| 18       | Delia Popescu         | 10.08.2016 - 04.01.2017                                                 | |                                                                                 | |
| 19       | Augustin Jianu        | 07.01.2017 - 28.06.2017                                                 | |                                                                                 | |
| 20       | Lucian Șova           | 29.06.2017 - 29.01.2018                                                 | | ministrul transporturilor                                                       | |
| 21       | Petru Bogdan Cojocaru | 29.01.2018 - 20.11.2018                                                 | | deputat                                                                         | |
| 22       | Alexandru Petrescu    | 20.11.2018 - 4.11.2019                                                  | ministru, director general al Fondului de Garantare a Creditelor pentru IMM-uri, director general Posta Romana |                                                                                 | |

## Numiri în funcție ale miniștrilor
Ministrul comunicațiilor și tehnologiei informației
- 28 decembrie 2000 — Dan Nica — cu ocazia formării Guvernului Năstase[3]
- 29 decembrie 2004 — Zsolt Nagy — cu ocazia formării Guvernului Tăriceanu[4]

Ministrul comunicațiilor și societății informaționale
- 22 decembrie 2008 — Gabriel Sandu — cu ocazia formării Guvernului Boc (1)[5]
- 23 decembrie 2009 — Gabriel Sandu — cu ocazia formării Guvernului Boc (2)[6].
- 3 septembrie 2010 — Valerian Vreme după demisia lui Gabriel Sandu[7][8]
- 9 februarie 2012 — cu ocazia formării Guvernului Ungureanu[9]
- 7 mai 2012 — cu ocazia formării Guvernului Ponta[10]

## Organizare
Următoarele instituții erau în subordinea sau coordonarea Ministerului Comunicațiilor și Societății Informaționale:
- Institutul Național de Cercetare-Dezvoltare în Informatică - ICI București
- Agentia pentru Agenda Digitala a Romaniei (A.A.D.R.)
- Societatea Națională de Radiocomunicații — RADIOCOM S.A.
- Centrul Național de Răspuns la Incidente de Securitate Cibernetică - CERT-RO
- Poșta Română, organ central ce asigură servicii poștale pe întreg teritoriul țării.
- ROMFILATELIA, instituția desemnată să emită timbrele și efectele poștale românești.

## Legaturi externe
- www.comunicatii.gov.ro
- Ministerul Comunicațiilor și Societății Informaționale pe Facebook